# Chinesische Brailleschrift
Die in der Volksrepublik China am häufigsten gebräuchliche chinesische Brailleschrift (chinesisch 汉语现行盲文 / 漢語現行盲文, Pinyin Hànyǔ Xiànxíng Mángwén, englisch Currently-used Chinese Braille) ist ein für die chinesische Standardsprache verwendetes Braille-System.

## Schreibung der Silben
Die Umschrift folgt der traditionellen Aufteilung einer Silbe in Anlaut (z. B. f) und Auslaut (z. B. ang), die jeweils durch ein Braille-Zeichen dargestellt werden. Ein drittes Zeichen gibt den Silbenton an.
Jedem chinesischen Anlaut entspricht ein Braille-Zeichen. Drei dieser Zeichen sind doppelt belegt, was aber nicht zu Zweideutigkeiten führt, weil in der chinesischen Standardsprache hinter j, q, x immer Auslaute mit i oder ü folgen; hinter g, k, h hingegen niemals.
Auslaute werden in der Pinyin-Umschrift zum Teil anders geschrieben, wenn der Anlaut fehlt (z. B. wird iang zu yang und ü zu yu), und nach j, q, x, y lässt man die Punkte über dem ü fort.  Solche Änderungen gibt es in der Brailleschrift nicht (der Auslaut der Silbe xu und der Auslaut der Silbe nü sowie die Silbe yu werden mit dem gleichen Braille-Zeichen geschrieben).  Der „gepresste“ Vokal, der in den Pinyin-Silben chi, zhi, shi, ri, si, ci und zi mit i wiedergegeben wird, wird im Braillesystem (wie auch in Zhuyin) gar nicht geschrieben.
Wie in Pinyin wird der „neutrale“ Ton nicht geschrieben.
| Anlaute              | Anlaute |
| Braille              | Pinyin  |
| -------------------- | ------- |
| Punkte 1, 2          | b       |
| Punkte 1, 4          | c       |
| Punkte 1, 2, 3, 4, 5 | ch      |
| Punkte 1, 4, 5       | d       |
| Punkte 1, 2, 4       | f       |
| Punkte 1, 2, 4, 5    | g, j    |
| Punkte 1, 2, 5       | h, x    |
| Punkte 1, 3          | k, q    |
| Punkte 1, 2, 3       | l       |
| Punkte 1, 3, 4       | m       |
| Punkte 1, 3, 4, 5    | n       |
| Punkte 1, 2, 3, 4    | p       |
| Punkte 2, 4, 5       | r       |
| Punkte 2, 3, 4       | s       |
| Punkte 1, 5, 6       | sh      |
| Punkte 2, 3, 4, 5    | t       |
| Punkte 1, 3, 5, 6    | z       |
| Punkte 3, 4          | zh      |

| Auslaute                | Auslaute   |
| Braille                 | Pinyin     |
| ----------------------- | ---------- |
| Punkte 3, 5             | a          |
| Punkte 2, 3, 5          | ao         |
| Punkte 2, 4, 6          | ai         |
| Punkte 1, 2, 3, 6       | an         |
| Punkte 2, 3, 6          | ang        |
| Punkte 2, 6             | e, o       |
| Punkte 3, 5, 6          | en         |
| Punkte 2, 3, 4, 6       | ei         |
| Punkte 3, 4, 5, 6       | eng        |
| Punkte 1, 2, 3, 5, 6    | ou         |
| Punkte 1, 2, 3, 5       | er         |
| Punkte 2, 4             | i, yi      |
| Punkte 1, 2, 4, 6       | ia, ya     |
| Punkte 1, 4, 6          | ian, yan   |
| Punkte 1, 3, 4, 6       | iang, yang |
| Punkte 3, 4, 5          | iao, yao   |
| Punkte 1, 5             | ie, ye     |
| Punkte 1, 2, 6          | in, yin    |
| Punkte 1, 6             | ing, ying  |
| Punkte 1, 4, 5, 6       | iong, yong |
| Punkte 1, 2, 5, 6       | iu, you    |
| Punkte 1, 3, 6          | u, wu      |
| Punkte 1, 2, 3, 4, 5, 6 | ua, wa     |
| Punkte 1, 3, 4, 5, 6    | uai, wai   |
| Punkte 1, 2, 4, 5, 6    | uan, wan   |
| Punkte 2, 3, 5, 6       | uang, wang |
| Punkte 2, 4, 5, 6       | ui, wei    |
| Punkte 2, 5             | un, wen    |
| Punkte 2, 5, 6          | ong, weng  |
| Punkte 1, 3, 5          | uo, wo     |
| Punkte 3, 4, 6          | ü, yu      |
| Punkte 1, 2, 3, 4, 6    | üan, yuan  |
| Punkte 2, 3, 4, 5, 6    | üe, yue    |
| Punkte 4, 5, 6          | ün, yun    |

| Töne        | Töne   |
| Braille     | Pinyin |
| ----------- | ------ |
| Punkt 1     | 1. Ton |
| Punkt 2     | 2. Ton |
| Punkt 3     | 3. Ton |
| Punkte 2, 3 | 4. Ton |

## Ziffern und Interpunktion
Ziffern werden durch das Zeichen  eingeleitet.
| Ziffern           | Ziffern |
| Braille           | Pinyin  |
| ----------------- | ------- |
| Punkt 1           | eins    |
| Punkte 1, 2       | zwei    |
| Punkte 1, 4       | drei    |
| Punkte 1, 4, 5    | vier    |
| Punkte 1, 5       | fünf    |
| Punkte 1, 2, 4    | sechs   |
| Punkte 1, 2, 4, 5 | sieben  |
| Punkte 1, 2, 5    | acht    |
| Punkte 2, 4       | neun    |
| Punkte 2, 4, 5    | null    |

| Satzzeichen                 | Satzzeichen       |
| Braille                     | Pinyin            |
| --------------------------- | ----------------- |
| Punkt 5 · Punkte 2, 3       | Satzpunkt         |
| Punkt 5                     | Komma             |
| Punkt 5 · Punkt 3           | Fragezeichen      |
| Punkte 5, 6 · Punkt 2       | Ausrufezeichen    |
| Punkte 2, 5                 | Doppelpunkt       |
| Punkt 4                     | Pause             |
| Punkte 5, 6                 | Strichpunkt       |
| Punkt 6 · Punkte 3, 6       | Gedankenstrich    |
| Punkt 5 · Punkt 5 · Punkt 5 | Auslassungspunkte |
| Punkt 6 · Punkt 3           | Mittelpunkt       |
| Punkte 5, 6 · Punkt 3       | Klammer auf       |
| Punkt 6 · Punkte 2, 3       | Klammer zu        |
| Punkte 5, 6 · Punkte 2, 3   | Eckige Klammern   |

## Anhang: Übersichtstabelle sortiert nach Punkten
| Punkte                      | Chinesischer Wert                              |
| --------------------------- | ---------------------------------------------- |
| Punkt 1                     | 1. Ton; 1 (eins)                               |
| Punkte 1, 2                 | b; 2 (zwei)                                    |
| Punkte 1, 2, 3              | l                                              |
| Punkte 1, 2, 3, 4           | p                                              |
| Punkte 1, 2, 3, 4, 5        | ch; chi                                        |
| Punkte 1, 2, 3, 4, 5, 6     | wa; ua                                         |
| Punkte 1, 2, 3, 4, 6        | yuan; üan                                      |
| Punkte 1, 2, 3, 5           | er                                             |
| Punkte 1, 2, 3, 5, 6        | ou                                             |
| Punkte 1, 2, 3, 6           | an                                             |
| Punkte 1, 2, 4              | f; 6 (sechs)                                   |
| Punkte 1, 2, 4, 5           | g; j; 7 (sieben)                               |
| Punkte 1, 2, 4, 5, 6        | wan; uan                                       |
| Punkte 1, 2, 4, 6           | ya; ia                                         |
| Punkte 1, 2, 5              | h; x; 8 (acht)                                 |
| Punkte 1, 2, 5, 6           | iu; you                                        |
| Punkte 1, 2, 6              | in; yin                                        |
| Punkte 1, 3                 | k; q                                           |
| Punkte 1, 3, 4              | m                                              |
| Punkte 1, 3, 4, 5           | n                                              |
| Punkte 1, 3, 4, 5, 6        | uai; wai                                       |
| Punkte 1, 3, 4, 6           | iang; yang                                     |
| Punkte 1, 3, 5              | wo; uo                                         |
| Punkte 1, 3, 5, 6           | z                                              |
| Punkte 1, 3, 6              | wu; u                                          |
| Punkte 1, 4                 | c; ci; 3 (drei)                                |
| Punkte 1, 4, 5              | d; 4 (vier); de (tonlose Partikel)             |
| Punkte 1, 4, 5, 6           | yong; iong                                     |
| Punkte 1, 4, 6              | ian; yan                                       |
| Punkte 1, 5                 | ie; ye; 5 (fünf)                               |
| Punkte 1, 5, 6              | sh; shi                                        |
| Punkte 1, 6                 | ing; ying                                      |
| Punkt 2                     | 2. Ton                                         |
| Punkte 2, 3                 | 4. Ton                                         |
| Punkte 2, 3, 4              | s; si                                          |
| Punkte 2, 3, 4, 5           | t                                              |
| Punkte 2, 3, 4, 5, 6        | üe; yue                                        |
| Punkte 2, 3, 4, 6           | ei                                             |
| Punkte 2, 3, 5              | ao                                             |
| Punkte 2, 3, 5, 6           | uang; wang                                     |
| Punkte 2, 3, 6              | ang                                            |
| Punkte 2, 4                 | i; yi; 9 (neun)                                |
| Punkte 2, 4, 5              | r; ri; 0 (null)                                |
| Punkte 2, 4, 5, 6           | ui; wei                                        |
| Punkte 2, 4, 6              | ai                                             |
| Punkte 2, 5                 | un; wen; Doppelpunkt                           |
| Punkte 2, 5, 6              | ong; weng                                      |
| Punkte 2, 6                 | e; o                                           |
| Punkt 3                     | 3. Ton                                         |
| Punkte 3, 4                 | zh; zhi                                        |
| Punkte 3, 4, 5              | iao; yao                                       |
| Punkte 3, 4, 5, 6           | eng; Zahlenzeichen                             |
| Punkte 3, 4, 6              | ü; yu                                          |
| Punkte 3, 5                 | a                                              |
| Punkte 3, 5, 6              | en                                             |
| Punkte 3, 6                 | Trennungsstrich (am Anfang der nächsten Zeile) |
| Punkt 4                     | Aufzählungskomma (dùnhào)                      |
| Punkte 4, 5, 6              | ün; yun                                        |
| Punkt 5                     | Komma                                          |
| Punkt 5 · Punkte 2, 3       | Satzpunkt                                      |
| Punkt 5 · Punkt 3           | Fragezeichen                                   |
| +                           | Titelzeichen (<< >>)                           |
| Punkt 5 · Punkt 5 · Punkt 5 | Auslassungspunkte                              |
| Punkte 5, 6                 | Strichpunkt                                    |
| Punkte 5, 6 · Punkt 2       | Ausrufezeichen                                 |
| Punkte 5, 6 · Punkte 2, 3   | Eckige Klammern                                |
| Punkte 5, 6 · Punkt 3       | Klammer auf                                    |
| Punkt 6 · Punkte 2, 3       | Klammer zu                                     |
| Punkt 6 · Punkt 3           | Mittelpunkt                                    |
| Punkt 6 · Punkte 3, 6       | Gedankenstrich                                 |